# WWE SmackDown vs. Raw 2010
WWE SmackDown vs RAW 2010 é um jogo da série SmackDown! vs RAW, lançado no dia 20 de Outubro de 2009 para o Playstation 2, Playstation 3, XBOX 360, WII, Nintendo DS, PSP e celulares, é o décimo primeiro lançado na série SmackDown!. O jogo tem como antecessor SmackDown vs RAW 2009, lançado no dia 9 de Novembro de 2008.

## Novidades
Neste novo jogo da série, os produtores procuraram focalizar na edição e criação, sendo desta vez possível desde editar roupas, até criar as próprias histórias e divulgá-las online.
O jogo também conta com uma total remodelagem na jogabilidade, e até nas animações, tornando a experiência muito próxima dos programas da WWE. Novos modos de jogo foram adicionados e modificados.

### Consoles Caseiros
A versão para consoles caseiros foi a que teve modificações mais significativas. A maioria das novidades citadas abaixo são exclusivas para Playstation 3 e XBox 360. No Playstation 2 e Nintendo Wii somente algumas  das novidades estão inclusas.
- Road to Wrestlemania: O modo presente desde a versão 2009 também sofreu algumas modificações, agora as histórias estão mais interativas, algumas até oferecendo opções de escolha que vão influenciar no futuro da história. Também foi adicionado pela primeira vez uma Storyline de uma Diva (Mickie James) e uma história para um superstar criado pelo jogador.
- Mixed Tag Team: Nada mais que o modo Tag Team com um Superstar e uma Diva no time, porém só pode ocorrer a luta entre Superstar vs Superstar ou Diva Vs Diva, ou do contrario o time será desclassificado em 5 Segundos.
- Backstage: Este modo sofreu uma leve atualização contando apenas com novas armas (Por exemplo: Notebooks, Estátuas, Pesos) e locais como o escritório de Vince McMahon.
- Royal Rumble: Sendo talvez a mais notável dessas mudanças, onde agora se pode eliminar oponentes de diversas outras maneiras, além de eliminá-los mais rapidamente usando um finisher.
- Championship Scramble Match: O combate tem o tempo limite de vinte minutos que de cinco em cinco minutos um novo lutador entra o combate até que todos os cinco competidores estejam no ringue. Um pinfall ou submissão pode ser conseguido a qualquer momento. O lutador que conseguir o pin ou submissão é reconhecido como campeão "temporário" até algum outro lutador conseguir um pin ou submissão. O lutador que terminar os 20 minutos como campeão "temporário" será declarado o novo campeão.
- Gauntlet: Uma Handicap Match de 1x3, no qual o jogador tem que eliminar 3 lutadores seguidos ou eliminar 1 oponente controlando um dos lutadores do time de 3 westlers. O último que ficar no ringue vence a partida.
- Story Designer: Um modo onde você pode criar sua própria Storyline colocando animações e lutas passando pelos programas Raw, SmackDown!, ECW e os Pay-Per-Views da WWE.
- Create-A-Finisher: Um novo modo do Create-A-Finisher é o Top Rope Finisher, disponível em todos os consoles, onde é possível criar detalhadamente um finisher que utiliza o topo da corda.
- Paint Tool: (apenas na PS3 e Xbox360) Uma ferramenta nova para criar logotipos chamada Paint Tool, onde cria-se logotipos para diversos usos no jogo.

### Nintendo DS
O Nintendo DS tem uma versão diferente com outra jogabilidade e os modos e as novidades citadas acima não estão presentes nessa versão.
- Novos Comandos: Os controles foram modificados para aproveitar o DS + Control Pad, eliminando o uso da stylus. Além disso, um novo sistema de reversão foi adicionado, usando somente um simplesmente um botão.
- Sistema de Cartas Colecionáveis: Você ganha uma variedade de cartões colecionáveis ao vencer partidas e você pode trocar-los com outros jogadores via Wireless. Eles adicionam power-ups, arenas, perfis dos superstars e muito mais.
- Story Mode: Este modo leva o seu Superstar criado em uma viagem através das três divisões da WWE, ganhando novos movimentos e peças de personalização ao longo do caminho. O modo é baseado em um enredo com treinamentos em forma de mini-games, cut-scenes e extensa interação com  os outros Superstars e Divas.
- Backstage Brawls: Leva a luta para 14 áreas diferentes fora dos ringues, incluindo estacionamentos, vestiários e muito mais. Você desbloqueia áreas ao longo do Story mode completando objetivos.
- Ambulance Match: A nova adição à franquia, os Superstars tem que trancar o inimigo dentro de um ambulância para vencer a partida.

## Roster
O jogo contém um extenso elenco com a maioria dos lutadores de cada divisão. Os lutadores são divididos em 6 classificações (Raw, SmackDown, ECW, WCW, WWE Legend e Free Agent). Você pode trocar suas classificações pela nova ferramenta "Superstar Management" e mudar seus Aliados e Rivais pelo "WWE Rivals". O roster é composto por:

| RAW - Batista - Big Show - The Brian Kendrick - Carlito - Chavo Guerrero - Cody Rhodes - Evan Bourne - Festus - Jack Swagger - John Layfield - John Cena - Kofi Kingston - Mark Henry - Mr. Kennedy - MVP - Primo - Randy Orton - Santino Marella - Shawn Michaels - Ted DiBiase - The Miz - Triple H. | SmackDown - Chris Jericho - CM Punk - Dolph Ziggler - Edge - Finlay - Jeff Hardy - Jesse - John Morrison - JTG - Kane - Matt Hardy - Mike Knox - Rey Mysterio - R-Truth - Shad - The Great Khali - Umaga - Undertaker | ECW - Christian - Ezekiel Jackson(Desbloqueável) - Goldust - Shelton Benjamin - Tommy Dreamer - Vladimir Kozlov - William Regal Divas - Beth Phoenix - Brie Bella - Eve Torres - Gail Kim - Kelly Kelly - Maria Kanellis - Maryse - Melina - Michelle McCool - Mickie James - Natalya - Nikki Bella - Trish Stratus | Lendas e Free Agents - Stone Cold Steve Austin - "The American Dream" Dusty Rhodes - "The Cowboy" Bob Orton - "The Million Dollar Man" Ted DiBiase - The Rock |

Obs: "Stone Cold" Steve Austin está disponível como desbloqueável nos jogos requisitados antes do lançamento oficial e como DLC na Xbox Live e PSN.

## Arenas disponíveis
- SmackDown
- Raw
- ECW
- WrestleMania XXV
- Armageddon (2008)
- Backlash (2009)
- Cyber Sunday (2008)
- Judgment Day (2008)
- Night of Champions (2008)
- No Mercy (2008)
- No Way Out (2009)
- Royal Rumble (2009)
- SummerSlam (2008)
- Survivor Series (2008)
- The Great American Bash (2008)
- Unforgiven (2008)

Obs: O jogo conta com as arenas dos eventos de 2009 até o Wrestlemania e as outras  são de 2008.

## Títulos
Nessa versão, diferentemente da anterior, os títulos vêm todos já desbloqueados para serem usados (exceto o Champion of Champions), sendo eles:
- Champion of Champions- Big Show
- ECW Championship- Christian
- WCW Classic World Championship- Chris Jericho
- World Heavyweight Championship- Edge
- World Tag Team Championship- Carlito e Primo
- WWE Championship- Randy Orton
- Cruiserweight Championship- Chavo Guerrero
- Divas Championship- Maryse
- Hardcore Championship- Tommy Dreamer
- Intercontinental Championship- Rey Mysterio
- United States Championship- MVP
- WWE Tag Team Championship- Carlito e Primo
- Women's Championship- Melina

## Stables
- DiBiase e Rhodes- Ted DiBiase e Cody Rhodes
- Legacy- Ted DiBiase, Cody Rhodes e Randy Orton
- Carlito e Primo- Carlito e Primo(Unified Tag Team Championship)
- Glamarella- Santino Marella e Beth Phoenix
- Cryme Tyme- Shad Gaspard e JTG
- The Bella Twins- Brie Bella e Nikki Bella
- Orton Family- Randy Orton e "Cowboy" Bob Orton(Bob Orton precisa ser desbloqueado para surgir a dupla)
- Rhodes Family- Cody Rhodes e Dusty Rhodes(Dusty Rhodes precisa ser desbloqueado para surgir a dupla)
- DiBiase Family- Ted DiBiase e Million Dollar Man(Million Dollar Man precisa ser desbloqueado para surgir a dupla)
- Rated-RKO- Randy Orton e Edge
- The Brian Kendrick e Ezekiel Jackson- The Brian Kendrick e Ezekiel Jackson
- John Morrison e The Miz- John Morrison e The Miz
- D-Generation X- Triple H e Shawn Michaels
- The Hardys- Jeff e Matt Hardy
- Brothers of Destruction- Undertaker e Kane
- Jesse e Festus- Jesse e Festus

Obs: De "Rated-RKO" para baixo as Stables devem ser criadas pelo jogador.

## Trilha Sonora
Todas as músicas usadas no jogo foram os temas dos Pay-Per-Views que compõem o jogo. Os temas dos Superstars e Divas não estão aqui, então, para saber o tema deles consulte o artigo de cada um na seção Roster.
- Lynyrd Skynyrd: Still Unbroken
- Adelitas Way: Invincible
- Sick Puppies: You're Going Down
- The Parlor Mob: Hard Times
- Trivium: Down From The Sky
- Skillet: Monster
- Skillet: Hero
- Lions: Start Movin